# Дидие Дьокоен
Дидие Дьокоен (на френски: Didier Decoin) е френски журналист, сценарист и писател, автор на произведения в жанровете драма и любовен роман.

## Биография и творчество
Дидие Дьокоен е роден на 13 март 1945 г. в Булон Биянкур, О дьо Сен, Франция. Син е на режисьора Анри Дьокоен. След завършване на гимназия в Ньой сюр Сен започва да работи като журналист за вестници като „Франс Соар“, „Фигаро“ и „Новел“, участва в създаването на списание „V.S.D.“, и като запален по навигацията пише за списание „Neptune Moteur“.
Заедно с журналистиката започва да пише романи. Първият му роман „Le Procès à l'Amour“ (Процесът на любовта) е публикуван през 1966 г. За произведенията си получава множество награди, като пред 1977 г. е удостоен с наградата „Гонкур“ за романа „John l'Enfer“.
Освен като писател и журналист, от 1973 г. активно работи като сценарист за киното и телевизията. Участва и в множество телевизионни програми.
Член е на Обществото на литераторите и на два пъти е негов президент. През 1995 г. става секретар на академията „Гонкур“. През 2007 г. е избран за президент на Сдружението на писателите на морска тематика. През 2012 г. е избран за председател на Международния фестивал на аудиовизуалните програми (FIPA).
Дидие Дьокоен живее със семейството си в Нормандия. Сънът му Жулиен Дьокоен също е писател.

## Произведения
- Le Procès à l'Amour (1966)
- La Mise au monde (1967)
- Laurence (1969)
- Elisabeth ou Dieu seul le sait (1970) – награда на Четирите журита
- Abraham de Brooklyn (1971) – награда на библиотеките
- Ceux qui vont s'aimer (1973)
- Un policeman (1975)
- La dernière Troïka (1976)
- John l'Enfer (1977) – награда „Гонкур“
- La Dernière Nuit (1978)
- L'Enfant de la mer de Chine (1981)
- Les Trois Vies de Babe Ozouf (1983)
- Autopsie d'une étoile (1987)
- Meurtre à l'anglaise (1988)
- La Femme de chambre du Titanic (1991)
Камериерката от „Титаник“, изд.: ИК „Хемус“, София (1995), прев. Пенка Пройкова
- Lewis et Alice (1992)
Луис & Алис, прев. Венелин Пройков
- Docile (1994)
- La Promeneuse d'oiseaux (1996)
- La Route de l'aéroport (1997)
- Louise (1998)
- Madame Seyerling (2002)
- Avec vue sur la Mer (2005) – награда „Cotentin“ и „Livre & Mer“
- Henri ou Henry le roman de mon père (2006)
- Est-ce ainsi que les femmes meurent (2009)
- Une anglaise à bicyclette (2011)
- La pendue de Londres (2013)
- Le Bureau des jardins et des étangs (2017)

### Екранизации

#### Кино
- 1974 La merveilleuse visite
- 1977 La Bible
- 1979 I... comme Icare
- 1983 L'indic
- 1983 Un bon petit diable
- 1985 Carné, l'homme à la caméra
- 1987 De guerre lasse
- 1987 L'homme voilé
- 1988 Rabu sutori o kimini
- 1988 Un château au soleil
- 1990 Dancing Machine
- 1991 Hors la vie
- 1994 Des feux mal éteints
- 1997 La femme de chambre du Titanic
- 1999 Jakob le menteur
- 2000 Le roi danse
- 2000 Les misérables
- 2002 Napoléon
- 2012 38 témoins – по „Est-ce ainsi que les femmes meurent“

#### Телевизия
- 1973 Témoignages – ТВ сериал
- 1979 Caméra une première – ТВ сериал
- 1979 La nuit de l'été
- 1981 Cinq-Mars
- 1981 La dernière nuit
- 1981 Les fiançailles de feu
- 1984 Soldat Richter
- 1997 La ville dont le prince est un enfant
- 1998 Граф Монте Кристо – ТВ сериал, награда за сценарий
- 1998 Venise est une femme
- 1999 Balzac
- 2004 Dans la tête du tueur
- 2005 Louise
- 2006 Prince Rodolphe: l'héritier de Sissi
- 2007 La promeneuse d'oiseaux
- 2010 Le Roi, l'Écureuil et la Couleuvre – ТВ сериал, награда за сценарий
- 2010 Les diamants de la victoire
- 2012 Mon frère Yves
- 2015 Pierre Brossolette ou les passagers de la lune
- 2016 La face